# Frankenburg am Hausruck
Frankenburg am Hausruck é um município da Áustria localizado no distrito de Vöcklabruck, no estado de Alta Áustria.

## História
Frankenburg fazia parte da província romana de Noricum desde o ano 16 d.C. Por volta de 600, os bávaros emigraram da região de Franken e desbravaram a área no Hausruck. Por volta de 1100, Rapoto von Julbach construiu o Frankenburg no Hofberg, que lhe deu o nome. Desde o século XII, a aldeia pertenceu ao Ducado da Áustria. A partir de 1490, passou a pertencer ao principado da Alta Áustria.
Hans von Khevenhüller-Frankenburg comprou o Castelo Kammer ao Imperador Rodolfo II em 1581, bem como os domínios do Castelo Kogl (onde os Khevenhüllers construíram o Castelo Kogl em 1750) e Frankenburg com o Castelo Frein, que foram unidos para formar o “Condado de Frankenburg”. O castelo de Frankenburg no Hofberg foi abandonado como sede administrativa e, em 11 de junho de 1621, o Imperador Fernando II elevou Frankenburg ao estatuto de cidade mercantil.
Quando, em maio de 1625 - na altura da Guerra dos Trinta Anos - um clérigo católico romano devia ser instalado em Frankenburg, houve uma rebelião armada por parte da maioria dos cidadãos e agricultores de fé protestante. No entanto, esta rebelião foi abandonada ao fim de três dias, porque o governador bávaro Adam Graf von Herberstorff prometeu “misericórdia” se os rebeldes chegassem a Haushamerfeld sem armas. No entanto, esta “misericórdia” foi terrível: Herberstorff aparece acompanhado por uma forte unidade militar e declara os habitantes presentes condenados à morte. 36 homens do comité tiveram de lançar os dados pela sua vida, aos pares: metade foi perdoada, a outra encontrou a morte por enforcamento. Este jogo de dados de Frankenburg foi o prelúdio das guerras camponesas da Alta Áustria. Karl Itzinger erigiu um monumento literário a este acontecimento no seu romance Das Blutgericht am Haushamerfeld (O Tribunal de Sangue no Campo de Haushamer) e, desde 1925, é encenado de dois em dois anos por cerca de 400 actores amadores no maior palco ao ar livre da Europa.
Durante as Guerras Napoleónicas, Frankenburg am Hausruck foi ocupado várias vezes. Nessa altura, os Khevenhüllers venderam os domínios de Kogl e Frankenburg ao advogado vienense Andreas Pausinger (1765-1818), que também adquiriu os domínios de Ungenach e Unterach am Attersee de Khevenhüller. Em 1816, Pausinger foi elevado à nobreza hereditária pelo Rei Maximiliano I José da Baviera.
Após a morte de Pausinger, as suas propriedades em Frankenburg, Kogl, Ungenach e Unterach foram divididas entre os seus herdeiros vivos. Como primogénito, Franz von Pausinger (1794-1850) recebeu Frankenburg, que vendeu, no entanto, já em 1828 ao seu irmão Karl Johann (1795-1848), que também comprou as restantes acções em 1834, tornando-se assim o único proprietário das propriedades. O castelo Frein, situado no centro da cidade de Frankenburg, foi propriedade da família von Pausinger de 1810 a 1848. Após a morte de Karl Johann von Pausinger em 1848, as propriedades foram divididas entre os seus filhos Karl Valentin, Felix e Julia. Karl Valentin von Pausinger vendeu a propriedade de Frankenburg a Franz Schaupp em 1849, enquanto o seu irmão Felix vendeu as propriedades de Kogl e Unterach ao industrial Franz Mayr von Melnhof em 1872.
Desde 1918, a cidade de Frankenburg pertence ao Estado da Alta Áustria. Após a anexação da Áustria ao Reich alemão, em 13 de março de 1938, a cidade passou a pertencer ao Gau Oberdonau. Em 1945, teve lugar a restauração da Alta Áustria.

## O Jogo dos Dados
A cidade é conhecida como o local de um incidente conhecido como Frankenburger Würfelspiel (Jogo de Dados de Frankenburg). Em 1625, durante a Contra-Reforma, os camponeses luteranos revoltaram-se contra a tentativa do senhor feudal local, o Conde Herberstorff, de impor um padre católico na cidade. Apesar da sua promessa de amnistia, o Conde mandou prender os líderes da cidade, dividiu-os em grupos de dois e obrigou cada par a jogar com dados pela sua vida. Trinta e seis homens foram enforcados. Este ato desencadeou a revolta dos camponeses da Alta Áustria em 1626. A revolta foi derrotada e o catolicismo foi reinstituído. Em memória deste acontecimento, realiza-se desde 1925 um festival de dois em dois anos, que inclui espectáculos no que se afirma ser o maior teatro ao ar livre da Europa.
Em 1936, o incidente foi objeto de uma peça de teatro, Frankenburger Würfelspiel, do dramaturgo alemão Eberhard Wolfgang Möller. A peça foi encomendada pelo Ministro da Propaganda alemão, Joseph Goebbels, para a inauguração do Dietrich-Eckart-Bühne, um teatro ao ar livre (Thingplatz) perto do Estádio Olímpico de Berlim (atualmente chamado Waldbühne). Goebbels esteve intimamente envolvido na redação e encenação da peça. Os aspectos anti-austríacos e anti-católicos do incidente de Frankenburg foram explorados na peça para servir os objectivos de propaganda nacionalista do regime nazi.
A peça foi denunciada pelo governo austríaco e proibida na Áustria. Após o Anschluss de 1938, a peça foi triunfalmente encenada pelas autoridades nazis em Frankenburg e noutros locais da Áustria. Os discursos proferidos em Frankenburg pelos nazis austríacos proclamavam que Adolf Hitler (que nascera não muito longe, em Braunau am Inn) tinha vingado os camponeses de Frankenburg e libertado a Áustria das “correntes” da Igreja Católica.
Hoje em dia, de dois em dois anos, realiza-se no município uma reconstituição local dos Jogos de Dados de Frankerburg, que se torna uma atração cultural.

## Geografia
Frankenburg am Hausruck está situada a uma altitude de 519 m no Hausruckviertel. A extensão de norte a sul é de 10,6 km, de oeste a leste é de 10,3 km. A área total é de 48,5 km², 44,5% da área é florestada, 49,3% da área é utilizada para a agricultura.

### Divisões e população
O território municipal inclui as 63 localidades seguintes (entre parênteses, número de habitantes em 1 de janeiro de 2022):
O município é constituído pelas comunidades de registo Frankenburg, Frein, Hintersteining, Hofberg e Hörgersteig.

## Política municipal
O conselho municipal é composto por 25 membros.
Com as eleições municipais e autárquicas de 2009 na Alta Áustria, o conselho municipal tinha a seguinte distribuição: 13 SPÖ, 9 ÖVP, 5 FPÖ e 4 GRÜNE.
Nas eleições autárquicas e para a presidência da câmara da Alta Áustria de 2015, o conselho municipal tinha a seguinte distribuição: 12 SPÖ, 6 ÖVP, 5 FPÖ e 2 FAL.
Com as eleições municipais e para a presidência da câmara na Alta Áustria em 2021, o conselho municipal tem a seguinte distribuição: 11 ÖVP, 10 SPÖ e 4 GRÜNE

### Burgomestres
- até 2013 Franz Sieberer (SPÖ)
- 2013-2019: Johann Baumann (SPÖ)[11]
- 2019-2021: Heinz Leprich (SPÖ)[11]
- desde 2021: Norbert Weber (ÖVP)

## Cultura e Lazer
- Frankenburg: Frankenburg foi uma fortaleza defensiva na Idade Média e, mais tarde, também uma sede administrativa. Situava-se no Hofberg, uma colina na cidade mercantil de Frankenburg.
- Castelo de Frein: O castelo de Frein pertencia originalmente à abadia de Mattsee. Em 1370, era propriedade do burguês de Mattsee, Chunrad der Schedinger. Em 1593, Hans Christoph Geymann adquiriu o castelo das propriedades provinciais. Em 1621, Frein foi vendido, juntamente com Frankenburg, a Hans von Khevenhüller-Frankenburg. Em 1674, passou para a posse de Andreas von Pausinger e dos seus descendentes até 1849, altura em que o castelo foi adquirido por Franz Schaup, um dos co-fundadores da cervejaria Zipf. A dinastia cervejeira manteve-se proprietária até à morte de Emilie Schaup, sem filhos, em 1942. Ela nomeou a antiga família baronial Limbeck von Lilienau como seus herdeiros. No entanto, devido a disputas sucessórias, o castelo foi utilizado por oficiais nazis locais até ao final da Segunda Guerra Mundial. Depois disso, os refugiados de guerra de etnia alemã foram alojados no castelo durante dois anos. Atualmente, o edifício alberga uma sala de história local e a sede da Administração Florestal e Patrimonial de Frankenburg, bem como os arquivos da Sociedade de História Local de Frankenburg. O proprietário e senhor do castelo é Christian Limbeck-Lilienau, que vive em Viena e que, em 2007, concedeu à família Zogaj alojamento gratuito no edifício.
- Igreja paroquial de Frankenburg am Hausruck.
- Torre de vigia no Göblberg: O Göblberg é, com 801 metros, a elevação mais alta do Hausruck, no centro da Alta Áustria. Por isso, com bom tempo, pode ver-se quase todo o país. O Hausruck e o Kobernaußerwald são constituídos por cascalhos glaciares e formam a maior área florestal contígua da Europa Central. A torre de observação foi construída em 2006 pela ARGE Aussichtsturm Göblberg como um projeto Leader das comunidades de mercado de Ampflwang e Frankenburg e foi financiada pelo Estado da Alta Áustria e pela União Europeia.[12] A construção em madeira de lariço, com 35 metros de altura, foi planeada pela Ingenieurbüro Meinhart+Partner e executada pela Schmid Bauunternehmung Holzbau GmbH entre abril e maio de 2006. A torre foi reconhecida no Upper Austrian Timber Construction Award pelo seu know-how técnico e construção sólida como um “marco que não pode ser ignorado”. A webcam da torre de observação está virada para leste e sul e tira fotografias de Ampflwang e Frankenburg de cinco em cinco minutos. Estas são colocadas na Internet pela Minniberger-flashnet. A energia é fornecida por um painel solar.
- O panorama montanhoso: A norte, o panorama estende-se desde o Großer Arber, na Floresta da Baviera, a 117 km de distância, até ao Mühlviertel e ao Hochficht. A leste, num dia de bom tempo, pode ver-se o Ötscher a 128 km de distância. Os picos do Sengsengebirge e do Totes Gebirge estão mais próximos. À sua frente, o Traunstein destaca-se de forma impressionante. O Höllengebirge, a sul, parece muitas vezes suficientemente próximo para ser tocado e, por detrás do azul do Attersee, podem ver-se os picos brancos do Dachstein. Também impressionante é o Schafberg, de onde se pode ver as montanhas de Salzburgo a oeste: o Tennengebirge, o Hochkönig e o Untersberg. Watzmann e Hochstaufen conduzem à Baviera e o Wendelstein, no limite dos Alpes Chiemgau, completa o panorama montanhoso. Mais a oeste, podem ver-se as vastas florestas do Kobernaußer Wald e acima, a 146 km de distância, alguns já avistaram a oval iluminada da Allianz Arena de Munique à noite.
- Jardim Botânico: Em Hintersteining, a cerca de cinco quilómetros do centro, foi inaugurado em 1998 o jardim botânico com um grande biótopo.
- Reserva Natural de Hobelsberg-Riesn: Em Hobelsberg, uma parcela de floresta de 4,1 hectares foi dedicada como reserva natural em 2005, que é particularmente notável pelas suas grandes ocorrências de violeta da lua selvagem.
- Iniciativa cultural KULIMU (arte, literatura, música)

### Museus
- Casa do Jogo de Dados: Não se trata de um museu no sentido de uma acumulação de objectos de museu. O seu objetivo é traçar as condições de vida das pessoas no período do século XVII e a história do jogo no século XX. A sua atenção centra-se sempre nas pessoas que viveram, moldaram ou sofreram estes dois períodos da história.[13][14]
- Museu dos Bombeiros

### Gastronomia
Frankenburg é famosa na Alta Áustria pelo seu bratknödel.

### Desporto
O município é a sede dos seguintes clubes desportivos:
- TSV Frankenburg
- ASKÖ Frankenburg
- Frankenburger Würfelspiellauf
- Grupo desportivo de dos Bombeiros de Frankenburg/OÖ